# 貞和
貞和（1345年11月15日至1350年4月4日）是日本北朝的年號之一。這個時代的北朝天皇是光明天皇與崇光天皇，由光嚴上皇開設院政。室町幕府的征夷大將軍是足利尊氏。

## 改元
- 康永四年十月二十一日（1345年11月15日）改元貞和
- 貞和六年二月二十七日（1350年4月4日）改元觀應

## 出處
- 《藝文類聚》

## 紀年、西曆、干支對照表
| 貞和       | 元年     | 二年     | 三年     | 四年     | 五年     | 六年     |
| 南朝年號   | 興國六年 | 正平元年 | 正平二年 | 正平三年 | 正平四年 | 正平五年 |
| 儒略曆日期 | 1345年   | 1346年   | 1347年   | 1348年   | 1349年   | 1350年   |
| 干支       | 乙酉     | 丙戌     | 丁亥     | 戊子     | 己丑     | 庚寅     |